# Pedro Páramo (film 2024)
Pedro Páramo è un film del 2024 diretto da Rodrigo Prieto tratto dal romanzo omonimo del 1955 di Juan Rulfo.

## Trama
La storia di un uomo in cerca di suo padre, Pedro Páramo, si ritrova in un paese dominato dalla violenza e dalla furia di un amore frustrato.

## Distribuzione
Il film è stato distribuito sulla piattaforma Netflix il 6 novembre 2024.